# سندرم رباط قوسی میانی
سندرم رباط قوسی میانی (انگلیسی: Median arcuate ligament syndrome) یا به اختصار «مالس» (MALS) که به آن «سندرم فشردگی شریان سلیاک»، «سندرم محور سلیاک»، «سندرم فشردگی تنهٔ سلیاک» و «سندرم دانبار» هم گفته می‌شود، یک بیماری نادر است که مشخصه‌اش درد شکمی ناشی از فشارِ رباط قوسی میانی بر شریان سلیاک و شبکهٔ عصبی سلیاک است. درد شکمی ممکن است با غذا خوردن مرتبط باشد، و گاهی با کاهش وزن همراه است و حتی ممکن است پزشک در معینهٔ خود صدای بروئی شکمی را بشنود.
تشخیص مالس با ردِ سایر دلایل شایع‌تر درد شکمی است، زیرا بسیاری از بیماران سالم هم درجاتی از فشردگی شریان سلیاک را در غیاب علائم دارند. در نتیجه، تشخیص مالس معمولاً تنها پس از رد بیماری‌های شایع‌تر انجام می‌شود. پس از شک بالینی به این بیماری، غربالگری با سونوگرافی انجام می‌شود و سپس سی‌تی آنژیوگرافی یا آنژیوگرافی تشدید مغناطیسی می‌تواند تشخیص را تأیید کند.
درمان مالس عموماً با جراحی است و رویکرد اصلی آن، روش‌های کم‌تهاجمی جراحی باز یا لاپاروسکوپی برای جداسازی رباط قوسی میانی همراه با برداشتن شبکهٔ عصبی سلیاک است. اکثر بیماران از مداخله جراحی سود می‌برند. پاسخ‌های ضعیف‌تر به درمان معمولاً در بیمارانی که در سنین بالاتری هستند، افرادی که اختلالات روان‌پزشکی دارند یا از مشروبات الکلی می‌نوشند، درد شکمی غیرمرتبط با وعده‌های غذایی دارند، یا کسانی که کاهش وزن را تجربه نکرده‌اند، رخ می‌دهد.

## علائم و نشانه‌ها
گزارش شده است که بیماران مبتلا به مالس درد شکمی را تجربه می‌کنند، به ویژه در ناحیه بالای شکم، که ممکن است با غذا خوردن مرتبط باشد و گاهی منجر به بی‌اشتهایی و کاهش وزن می‌شود. درد می‌تواند در سمت چپ یا راست باشد، اما معمولاً در جایی است که دنده‌ها به هم می‌رسند. علائم دیگر شامل حالت تهوع مداوم، بی‌حالی (به خصوص بعد از یک وعده غذایی سنگین) و عدم تحمل فعالیت بدنی است. اسهال یک علامت شایع است، برخی نیز یبوست را تجربه می‌کنند. در حالی که برخی بیماران دچار استفراغ هستند، همه بیماران این علامت را ندارند. ورزش یا وضعیت‌های خاص می‌تواند علائم را تشدید کند. گاهی در معاینه فیزیکی، یک بروئی شکمی در قسمت میانی اپی‌گاستر شنیده می‌شود.

## کالبدشناسی
رباط قوسی میانی، رباطی است که از هم پیوستنِ ستونِ دیافراگمیِ راست و ستونِ دیافراگمیِ چپ به‌وجود در مجاورت مهرهٔ دوازدهم سینه‌ای ایجاد می‌شود. این قوس فیبری قسمت قدامی سوراخ آئورتی دیافراگم را تشکیل می‌دهد که از درونش شریان آئورت، ورید آزیگوس و مجرای سینه‌ای عبور می‌کنند. رباط قوسی میانی معمولاً با شریان آئورت در بالای نقطه انشعاب شریان سلیاک در تماس است. با این حال، در یک چهارم افراد عادی و سالم، رباط قوسی میانی از جلوی شریان سلیاک عبور می‌کند و بر روی شریان سلیاک و ساختارهای مجاور آن مانند شبکه عصبی سلیاک را فشار وارد می‌کند. در برخی از این افراد، این فشرده‌سازی پاتولوژیک است و منجر به سندرم رباط قوسی میانی می‌شود.

## مکانیسم
چندین نظریه در مورد منشأ درد شکمی ناشی از فشرده‌سازی شریان سلیاک وجود دارد. یک فرضیه می‌گوید که فشرده شدنِ شریان سلیاک باعث ایسکمی یا کاهش جریان خون در احشاء شکمی می‌شود که منجر به درد می‌گردد. فرضیه دیگری این است که نه تنها شریان سلیاک، بلکه شبکه عصبی سلیاک نیز فشرده می‌شوند و شکم‌درد، ناشی از فشرده‌سازی شبکه عصبی سلیاک است.

## تشخیص
برای تشخیص سندرم رباط قوسی میانی (مالس) ابتدا باید سایر دلایل شکم درد را ارزیابی و رد است. به این معنا که تشخیصِ مالس به‌طور کلی تنها پس از ارزیابی گسترده لوله گوارش با ازوفاگوگاسترودئودنوسکوپی، کولونوسکوپی و ارزیابی بیماری‌های کیسه صفرا و بیماری رفلاکس معده (GERD) انجام می‌شود.
تشخیص مالس بر ترکیبی از ویژگی‌های بالینی و یافته‌های تصویربرداری پزشکی متکی است. ویژگی‌های بالینی بیماری شامل آن علائم و نشانه‌هایی است که در بالا ذکر شد. به‌طور کلاسیک، مالس شامل علائم سه‌گانه «درد شکمی بعد از غذا خوردن»، «کاهش وزن»، و «بروئی شکمی» است، اگرچه این سه‌گانهٔ کلاسیک تنها در تعداد کمی از افراد که دارای تشخیص مالس هستند یافت می‌شود.
تصویربرداری تشخیصی برای مالس به تست‌های غربالگری و تأییدی تقسیم می‌شود. یک آزمایش غربالگری معقول برای بیماران مشکوک به مالس، سونوگرافی فراصوتی داپلر برای اندازه‌گیری جریان خون در شریان سلیاک است. حداکثر سرعت سیستولیک بیش از ۲۰۰ سانتی‌متر بر ثانیه، نشان دهنده تنگی شریان سلیاک همراه با مالس است.
| 1. باریک شدن موضعی شریان سلیاک پروگزیمال با اتساع پس از تنگی 2. فرورفتگی در قسمت فوقانی شریان سلیاک 3. نمای قلاب‌شکل شریان سلیاک |

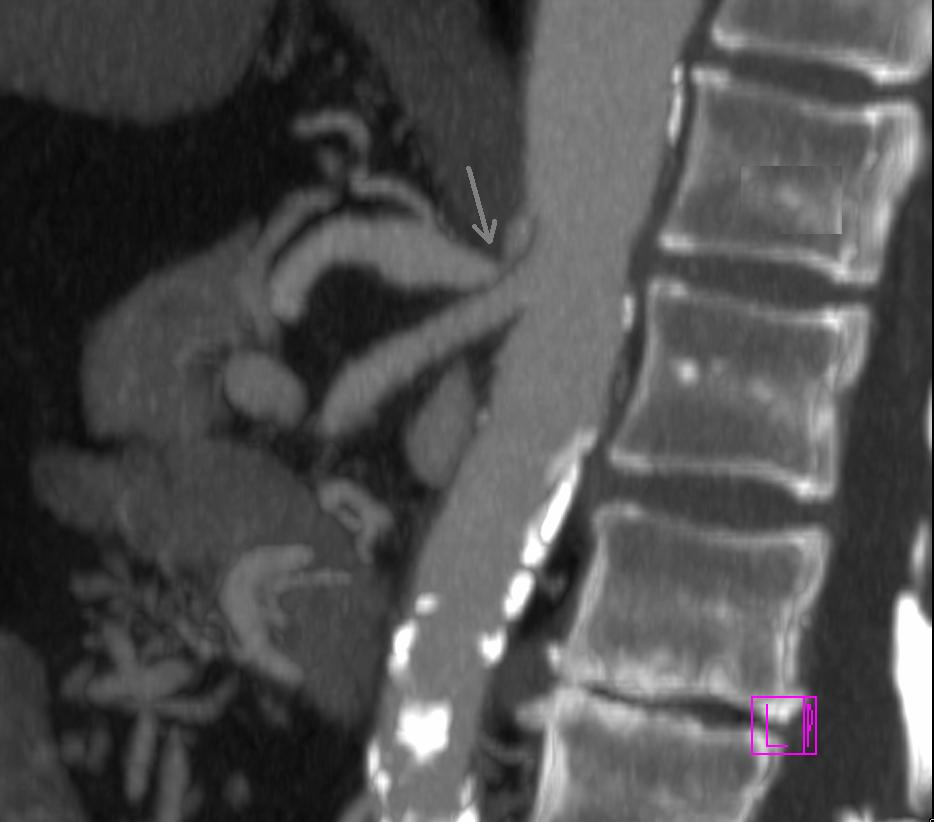

ارزیابی و تأیید بیشتر را می‌توان از طریق آنژیوگرافی برای بررسی آناتومی شریان سلیاک به دست آورد. از نظر تاریخی، پزشکان در گذشته از آنژیوگرافی معمولی استفاده می‌کردند، اما امروزه این روش تا حد زیادی با تکنیک‌های کمتر تهاجمی مانند سی‌تی آنژیوگرافی و آنژیوگرافی تشدید مغناطیسی (MR) جایگزین شده است. از آنجایی که در سندرم رباط قوسی میانی، سی‌تی آنژیوگرافی تصویر بهتری از ساختارهای داخل شکمی را فراهم می‌کند، این روش به آنژیوگرافی تشدید مغناطیسی ترجیح داده می‌شود. یافته‌های باریک شدن موضعی شریان سلیاک پروگزیمال همراه با اتساع پس از تنگی، فرورفتگی در قسمت فوقانی شریان سلیاک، و نمود قلاب‌مانند شریان سلیاک، تشخیص مالس را تأیید می‌کند. این ویژگی‌های تصویربرداری در هنگام بازدم، حتی در افراد عادی بدون علامت و بدون سندرم، برجسته‌تر است.
تنگی شریان سلیاک پروگزیمال همراه با اتساع پس از تنگی را می‌توان در سایر بیماری‌های مؤثر بر شریان سلیاک مشاهده کرد. نمود قلاب‌مانند شریان سلیاک مشخصه کالبدشناسی بیماری مالس است و به تمایز آن از سایر علل تنگی شریان سلیاک مانند تصلب شرایین کمک می‌کند. این شکلِ قلاب‌مانند کاملاً ویژهٔ مالس نیست، چرا که ۱۰ تا ۲۴ درصد از افراد عادی بدون علامت، این ساختار را دارند.

## درمان
رفع فشردگی شریان سلیاک رویکرد کلی درمانی در مالس است. روش اصلی درمان شامل روش‌های کم‌تهاجمی جراحی باز یا لاپاروسکوپی برای جداسازی رباط قوسی میانی و تسکین فشردگی شریان سلیاک است. این روش با برداشتن شبکهٔ عصبی سلیاک و ارزیابی جریان خون از طریق شریان سلیاک، به عنوان مثال با سونوگرافی فراصوتی داپلر حین عمل همراه است. اگر جریان خون ضعیف باشد، معمولاً جراح سعی می‌کند عروق سلیاک را بازسازی کند. روش‌های عروق‌سازی مجدد شامل بای‌پس آئورتوسلیاک، آنژیوپلاستی قطعه‌ای و غیره است.
اخیراً، یک روش لاپاروسکوپی جدید برای رفع فشار به شریان سلیاک مورد استفاده واقع شده است؛ با این حال، اگر شریان سلیاک نیازمند بازسازی مجدد باشد، این روش مبدل به یک جراحی شکمی باز خواهد شد.
روش‌های اِندوواسکولار مانند آنژیوپلاستی ترانس‌لومینال از راه پوست (PTA) در بیمارانی استفاده می‌شود که جراحی باز و/یا لاپاراسکوپی در آنها موفق نبوده است. انجام آنژیوپلاستی به تنهایی، بدون آنکه فشار از روی شریان سلیاک برداشته شود، ممکن است مفید واقع نشود.

## پیش‌آگهی
مطالعات اندکی در مورد پیامدهای طولانی‌مدت بیماران تحت درمان برای مالس انجام شده است. به گفته دانکن، بزرگ‌ترین و مرتبط‌ترین داده‌های مربوط به پیامدهای دیرهنگام بیماری، از مطالعه ۵۱ بیمار به دست می‌آید که تحت درمان جراحی باز برای مالس قرار گرفتند که ۴۴ نفر از آنها به‌طور متوسط ۹ سال پس از درمان جهت پیگیری طولانی‌مدت در دسترس بودند. پژوهشگران گزارش دادند که در میان بیمارانی که تحت فشار خون سلیاک و بازسازی عروق قرار گرفتند، ۷۵ درصد در پیگیری‌های بعدی بدون علامت باقی ماندند. در این مطالعه، پیش‌بینی‌کننده‌های پیامد مطلوب عبارت بودند از:
- سن ۴۰ تا ۶۰ سال
- فقدان اختلال روانی و عدم استفاده از نوشیدنی‌های الکلی
- شکم دردی که پس از غذاخوردن تشدید می‌شود
- کاهش وزن بیش از ۲۰ پوند (۹٫۱ کیلوگرم)

## همه‌گیرشناسی
تخمین زده می‌شود که در ۱۰ تا ۲۴ درصد افراد عادی و بدون علامت، رباط قوسی میانی از جلوی شریان سلیاک عبور می‌کند و درجاتی از فشرده‌سازی را ایجاد می‌کند. تقریباً ۱٪ از این افراد فشردگی شدید همراه با علائم مالس را از خود بروز می‌دهند. این سندرم معمولاً افراد بین ۲۰ تا ۴۰ سال را درگیر می‌کند و در زنان — به‌ویژه زنان لاغراندام — شایع‌تر است.

## تاریخچه
فشردگی شریان سلیاک نخستین بار توسط بنجامین لیپ‌شوتز در سال ۱۹۱۷ مشاهده شد. مالس را نخستین بار یک پزشک فنلاندی به نام «پکا-تاپانی هاریولا» در سال ۱۹۶۳ و پس از آن «جی. دیوید دانبار» و «ساموئل ماربل» در سال ۱۹۶۵ توصیف کردند. به این بیماری «سندرم هاریولا-ماربل» و «سندرم ماربل» نیز گفته می‌شود.